# Aslan Bzhania
Aslán Gueórguievich Bzhania (en abjasio: Аслан Гьаргь-иҧа Бжьаниа, en ruso: Асла́н Гео́ргиевич Бжа́ния; Tamishi, RSS de Georgia, Unión Soviética; 6 de abril de 1963) es un político abjasio que se desempeñó como Presidente de Abjasia desde abril de 2020 hasta su renuncia en noviembre de 2024. Fue el jefe del Servicio de Seguridad del Estado, y uno de los líderes de la oposición en Abjasia.

## Primeros años
Bzhania nació el 6 de abril de 1963 en la aldea de Tamishi, distrito de Ochamchira, RASS de Abjasia, RSS de Georgia. En 1985, se graduó de la Universidad de Automóviles y Construcción de Carreteras de Moscú.

## Carrera
Entre 1991 y 1993, Bzhania trabajó para el Servicio de Seguridad del Estado de Abjasia. En 1994, se convirtió en empresario en Moscú. En 1998, se graduó de la Academia de Economía Nacional bajo la presidencia de la Federación de Rusia. Entre el 1 de enero de 2009 y el 24 de febrero de 2010, Bzhania se desempeñó como asesor de la Embajada de Abjasia en Moscú.

## Jefe del Servicio de Seguridad del Estado (2009-2014)
El 23 de febrero de 2010, tras la reelección del presidente de Abjasia, Serguéi Bagapsh, este nombró a Bzhania como jefe del Servicio de Seguridad del Estado, en sustitución de Iuri Ashuba. Tras la muerte de Bagapsh en 2011, Bzhania fue reelegido por su sucesor, Alexander Ankvab.

## Revolución de 2014
En 2014, después de la revolución de mayo contra Ankvab, Bzhania se convirtió en el candidato del gobierno saliente en las elecciones presidenciales posteriores, postulándose con Astan Agrba como candidato a la vicepresidencia. La pareja fue nominada por un grupo de iniciativa el 2 de julio y recibió el apoyo del partido político Amtsakhara, el exvicepresidente Mikhail Logua y parte del personal de campaña del nominado Beslan Eshba, que había sido excluido de participar.
El 21 de julio, un grupo de ciudadanos solicitó a la Corte Suprema que declarara inválida la inscripción de Bzhania, ya que alegaba que no había cumplido el requisito de residencia de cinco años, habiendo vivido en Moscú hasta febrero de 2010. El caso fue desestimado porque el estatuto de limitaciones estaba caducado.
Bzhania perdió las elecciones en la primera vuelta ante el líder opositor Raul Khadjimba, quedando en segundo lugar con el 35.88% de los votos.

## Líder de la oposición
El 3 de diciembre de 2016, Bzhania fue detenido por guardias fronterizos rusos antes de cruzar la frontera hacia Abjasia. El evento desencadenó protestas por parte de la oposición abjasia, quien alegó que Bzhania había sido arrestado por orden de las autoridades abjasias. El 4 de diciembre, el presidente Khajimba le pidió al embajador ruso en Abjasia que facilitara la liberación de Bzhania. Por la noche, Bzhania fue liberado y se le permitió cruzar la frontera. En una conferencia de prensa el 6 de diciembre, Bzhania declaró que no tenía pruebas directas de la participación del gobierno de Abjasia, pero afirmó que mientras estaba detenido, se le acercó un hombre vestido de civil que le dijo que constituía un amenaza tanto para el estado ruso como para el abjasio. También describió cómo había sido sometido a múltiples pruebas de alcohol y drogas, y cómo su arma personal, municiones y licencia fueron sometidos a un escrutinio minucioso.

### Elecciones presidenciales de 2019
En 2019, Bzhania ingresó a las elecciones presidenciales abjasias de 2019, pero se retiró de las elecciones del 15 de julio debido a un aparente envenenamiento.  Fue considerado el candidato favorito en las elecciones presidenciales. Sin embargo, fue ingresado en un hospital en Moscú en una condición grave en abril de 2019, con la presencia de una gran dosis de mercurio y aluminio en su sangre, lo que llevó a acusaciones de envenenamiento por motivos políticos. A partir de mayo de 2019, permaneció en la clínica, mostrando problemas en su sistema respiratorio  y problemas del habla.
Participó en las elecciones presidenciales de 2020 y los informes preliminares muestran que ganó con el 59% de los votos.

## Presidencia y renuncia
El 15 de noviembre de 2024, manifestantes de la oposición tomaron el edificio de la Asamblea Popular de Abjasia pidiendo la renuncia de Bzhania. El 19 de noviembre de 2024, luego de 4 días de protestas, el presidente Aslan Bzhania renunció a su cargo.